# Paralamprops grimaldii
Paralamprops grimaldii is een zeekommasoort uit de familie van de Lampropidae. De wetenschappelijke naam van de soort is voor het eerst geldig gepubliceerd in 1929 door Fage.